# Odznaka „Przodujący Drogowiec”
Odznaka „Przodujący Drogowiec” – polskie odznaczenie resortowe ustanowione 1 kwietnia 1969 i nadawane przez Ministra Komunikacji lub Ministra Gospodarki Komunalnej (zastąpionego w 1972 przez Ministra Gospodarki Terenowej i Ochrony Środowiska), jako zaszczytne wyróżnienie zawodowe przyznawane pracownikom zatrudnionym w drogownictwie za wzorowe wykonywanie obowiązków, a także innym osobom za zasługi w tej dziedzinie oraz obcokrajowcom za zasługi w dziedzinie umacniania współpracy międzynarodowej w tej dziedzinie. Nadawana była w dwóch stopniach (złota i srebrna). Odznaka została zlikwidowana 11 maja 1996. Zastąpiła ją ustanowiona w 1997 Odznaka honorowa „Zasłużony dla drogownictwa”.

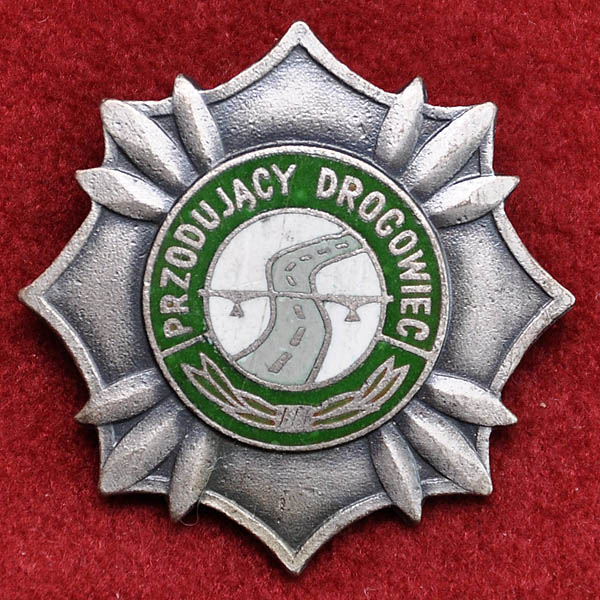
awers
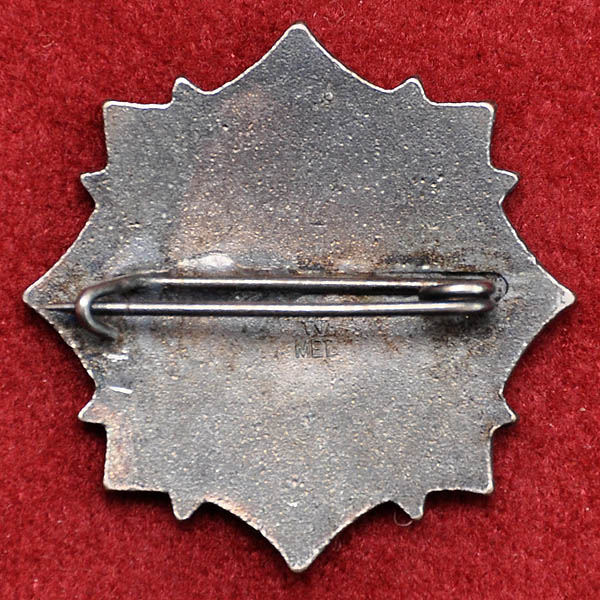
rewers